# Serge Federbusch
Serge Federbusch, né en 1960, est un haut fonctionnaire, essayiste, blogueur et homme politique français.
Membre du Parti socialiste puis de l'Union pour un mouvement populaire (UMP), il se présente aux élections municipales de 2020 à Paris sous l'étiquette de sa formation « Aimer Paris », avec le soutien du Rassemblement national et du Parti chrétien-démocrate.

## Situation personnelle
Serge Federbusch naît en 1960 dans une famille communiste marquée par la Shoah et la guerre d’Algérie, ses grands-parents paternels et sa tante ayant été déportés et tués. Il a quatre enfants.
Diplômé de l'IEP de Paris, énarque, puis chercheur de l'université Panthéon-Sorbonne, Il professe des idées libérales.
Il publie quelques articles dans des journaux comme Le Monde, Libération et Le Monde diplomatique. Conseiller commercial au ministère de l’Économie et des Finances, il se montre résolument en défaveur de la surévaluation de l'euro.
Il utilise le terme de remigration à l'encontre de Fatoumata Koné et de 150 jeunes expulsés du pont Neuf, le 7 février 2024,.
Dans son ouvrage « 229, Une nouvelle histoire de Sapiens : propédeutique métaphysique » Federbusch entreprend de réinterpréter la philosophie et la science politique contemporaines à la lumière des progrès de l’anthropologie. Il entend démontrer comment la fragilité physique particulière de l’homme face aux risques de chute est à l’origine de la notion de vide et d’un grand nombre de concepts utilisés dans les sciences humaines. Il souligne également dans plusieurs ouvrages les risques liés à l’islamisation en France.

## Parcours politique

### Débuts à gauche
Serge Federbusch adhère au Parti socialiste en 1977 et devient en 2001 conseiller auprès du maire de Paris, Bertrand Delanoë, chargé de l’urbanisme.
En désaccord avec Bertrand Delanoë sur le choix de l'architecte de la rénovation des Halles, Federbusch préférant le Hollandais Rem Koolhaas, il est mis fin à ses fonctions, fin 2005, après la fusion avec la Société d’économie mixte d’équipement et d’aménagement du 15e arrondissement,. En décembre 2005, Thierry Wahl remplace Serge Federbusch. Jean-François Legaret affirme qu'il s'agit d'un « règlement de comptes »,.

### Rapprochement avec la droite
Il quitte ensuite Bertrand Delanoë pour La Diagonale (2007) puis pour La Gauche moderne de Jean-Marie Bockel (2008),. Il fonde le site Delanopolis en 2007. Il publie près de 3000 articles dénonçant les différentes politiques municipales. 
En 2009, Serge Federbusch est élu président d'un nouveau bureau de fédération de La Gauche moderne à Paris et crée le Mouvement pour une gauche moderne (dissident). 
Federbusch est président de l'association « Vigilance-République », qui milite plutôt pour une simple rénovation de la place de la République contre les aménagements proposés par la municipalité,. 
Il est candidat lors des sénatoriales de 2011 pour Paris. La même année, le Mouvement pour une gauche moderne devient le Parti des libertés. Il est candidat aux élections législatives 2012 dans la 5e circonscription de Paris, où il recueille 0,47 % des suffrages exprimés au premier tour.
Une « votation populaire » sur l'ouverture d'une salle de consommation de drogue à Paris est organisée par Serge Federbusch réunissant 296 Parisiens en avril 2013.
Lors des élections municipales de Paris en 2014, Serge Federbusch obtient 4,85 % des voix dans le 10e arrondissement avec le mouvement « Paris libéré » qu'il fonde avec Charles Beigbeder. Il participe en tant que président du Parti des libertés en 2016 aux journées européennes « Sauvons notre pays » co-organisées avec Riposte Laïque. 

### Élections municipales de 2020 à Paris
Serge Federbusch est candidat à la mairie de Paris aux élections municipales de 2020. Il annonce sa candidature en juin 2018 avec un nouveau parti, Aimer Paris, dont Charles Beigbeder est président du comité de soutien,. Il est qualifié de candidat de la droite « hors les murs » et ambitionne d'unifier toutes les droites : il rencontre à cet effet Robert Ménard, maire de Béziers dont les objectifs sont communs, en juillet 2019,, et participe à la « Convention de la droite » en septembre suivant. En septembre 2019, alors que son soutien à l’« union des droites » inquiète certains cadres du Rassemblement national, il reçoit le soutien du RN, aux dépens de Jean Messiha. Il est par la suite investi par le Parti chrétien-démocrate. Ses listes comportent d'anciens membres de mouvances d'extrême droite radicale comme le GUD et Ordre nouveau. Au premier tour de scrutin, Serge Federbusch obtient 1,83 % des voix exprimées dans le 19e arrondissement de Paris et ses listes 1,47 % à l’échelle de la ville.
Serge Federbusch promet de réduire les impôts. Dans le domaine des transports, il souhaite la construction d'un tunnel « reliant le Trocadéro à Sully-Morland » permettant la création d’une vaste zone piétonne en bord de Seine jusqu’à la rue de Rivoli. Il suggère également la réorganisation des services de propreté et la vente des logements sociaux à leurs occupants à des conditions favorables pour en finir avec le clientélisme en ce domaine.
Dans le contexte de mouvement social contre la réforme des retraites en 2019, Serge Federbusch juge nécessaire de réformer les régimes spéciaux mais soutient le mouvement de grève.

## Ouvrages
- Claude Feder, 101 mesures pour sauver la France : votez Marianne, Paris, Chiflet, 2007, 208 p. (ISBN 978-2-35164-018-0 et 2-35164-018-7, OCLC 122672252, lire en ligne)
- Serge Federbusch, Delanopolis : le jeu de massacre des rues de Paris, Paris, Les Éd. de Passy, 2008, 136 p. (ISBN 978-2-35146-013-9 et 2-35146-013-8, OCLC 609649531, lire en ligne)
- Serge Federbusch, L'Enfumeur, Ixelles Editions, 29 mai 2013, 304 p. (ISBN 978-2-87515-188-9 et 2-87515-188-6, OCLC 858278331, lire en ligne)
- Serge Federbusch, Français, prêts pour votre prochaine révolution ? : la France doit-elle toujours s'effondrer avant de se réformer ?, Ixelles Editions, 11 juin 2014, 288 p. (ISBN 978-2-87515-224-4 et 2-87515-224-6, OCLC 884237365, lire en ligne)
- Serge Federbusch, La Marche des lemmings : la deuxième mort de Charlie hebdo, Ixelles Editions, 6 mai 2015, 208 p. (ISBN 978-2-87515-257-2 et 2-87515-257-2, OCLC 915519028, lire en ligne)
- Serge Federbusch, 229, une nouvelle histoire de Sapiens : propédeutique métaphysique, Ixelles Editions, 10 décembre 2015, 88 p. (ISBN 978-2-87515-278-7 et 2-87515-278-5, OCLC 946514957, lire en ligne)
- Serge Federbusch, Nous, fossoyeurs : [le vrai bilan d'un fatal quinquennat], Paris, Plon, 12 janvier 2017, 264 p. (ISBN 978-2-259-25122-8 et 2-259-25122-6, OCLC 968674550, lire en ligne)
- Serge Federbusch, Covid Story : une étrange défaite, VA Editions, 20 mai 2021, 96 p. (OCLC 1264265748 lire en ligne=https://www.worldcat.org/fr/title/1264265748oclcNum=1264265748)
- Serge Federbusch, Le Sabre et l'esprit: Comprendre le nouveau désordre mondial, Les Ed. de Passy, 2024, 239 p. (ISBN 978-2-351-46098-6)